# Uppenbarelsekyrkan, Hägersten
Uppenbarelsekyrkan hör till Hägerstens församling i Stockholms stift. Byggnaden ligger vid Bäckvägen 34 i Midsommarkransen i Stockholm.

## Kyrkobyggnaden
Brännkyrka församling delades 1957 och Hägersten blev en egen församling, då också omfattande det som idag är Skärholmens församling. Uppenbarelsekyrkan uppfördes under åren 1959–1961 som den nya församlingens huvudkyrka och ritades av Johannes Olivegren. I september 1959 påbörjades bygget på Vallfartsberget ovanför Aspudden, där det då låg en dansbana. Biskop Helge Ljungberg sköt ett inledande sprängskott, symboliskt för första spadtaget. Att gräva med spade var inte aktuellt på den bergiga tomten. Den 17 december 1961 invigde samme biskop kyrkan i närvaro av kung Gustaf VI Adolf och drottning Louise. 
Rummen i Uppenbarelsekyrkan är anordnade längs en axel i öst-västlig riktning. Från entrén når man det centrala "kyrkotorget", som ursprungligen var öppet men fick ett glastak 1984. Från torget leds besökaren in i kyrkorummet mot öst och mot väst ligger samlingssalen och kontorsrum. Kyrkorummet reser sig högt över de lägre byggnaderna och domineras av den höga östfasaden, som är vertikalt avtrappad och gjuten i betong. Allt är avfärgat i vit kulör. 
I vertikala band finns glasmålningar i hugget glas av Ralph Bergholtz i samarbete med Randi Fisher. Några glasmålningar är nonfigurativa, andra figurativa och de knyter an till Uppenbarelseboken och talet sju. 
De lägre byggnaderna har arkitekten gestaltat med fasader klädda av gult tegel. Kyrkans fyra klockor har fått en ovanlig placering; de hänger över entréns skärmtak. I källarplanet finns en mindre kyrksal, invigd 1963, med glasmålningar i hugget glas av Ralph Bergholtz och Randi Fisher. Intill denna ligger ett kolumbarium där facken pryds av symboler av bägge konstnärerna. I kolumbariets mitt öppnar sig ett ljusschakt där en skulptur i brons av Ralph Bergholtz som föreställer den helige Franciskus placerades 1971. 

## Kyrkorummet
Ralph Bergholtz gjorde i samarbete med Randi Fisher glasmålningarna, totalt omkring 240 kvadratmeter. Glasmålningarna är gjorda i hugget glas, med färgade glasstycken i 20 millimeters tjocklek. Ralph Bergholtz och Randi Fisher gjorde även reliefer i koret och kors på yttertaket.
Centralt bakom altaret är fönsterbandet bredare och glasmålningarna övervägande i ljusblå färg. Över altaret, i höjd med läktaren hänger en betongskiva som föreställer ett stiliserat moln med ett kors i relief. På motsatta sidan finns orgeln. Läktaren bärs upp av fem pelare på vardera långsidan av skeppet. Kyrkorummets golv är belagt med kalksten förutom i mittgången och korpartiet där en korsform lagts med gult golvtegel.
Inspiration till kyrkan har arkitekten fått dels från Johannes Uppenbarelse vars sjutal återkommer på olika sätt i kyrkans arkitektur och utsmyckning, och dels från Harry Martinsons drama om rymdfarkosten Aniara.
Det har sagts om kyrkan att "likt ett lysande vitt skepp med kursen klart utstakad i jerusalemskorset på nocken plöjer hon fram genom klippan", men också att kyrkan är "mordet på Katedralen, placera den i Belgien eller Nordfrankrike där betonggotik hör hemma!". Skribenten Ulf Hård af Segerstad anförde vid invigningen 1961 att kyrkorummet fått en påfallande profan anstrykning genom "överdekorering och osäkert materialval", där den sakrala värdigheten i viss mån förflyktigats under det ambitiösa detaljarbetet.
Randi Fisher skapade ridån Noaks ark för församlingssalen.

### Orgel
Kyrkans första orgel byggdes 1961 av Olof Hammarberg, Göteborg.
| Ryggpositiv I       | Huvudverk II  | Bröstverk III     | Pedal          | Koppel |
| Gedakt 8'           | Principal 8'  | Gedakt 8'         | Subbas 16'     | I/P    |
| Principal 4'        | Rörflöjt 8'   | Gedaktflöjt 4'    | Oktavbas 8'    | II/P   |
| Rörflöjt 4'         | Oktava 4'     | Principal 2'      | Gedakt 8'      | I/II   |
| Waldflöjt 2'        | Spetsflöjt 4' | Nasat 1 1/3'      | Oktava 4'      | III/II |
| Sesquialtera 2 chor | Kvinta 2 2/3' | Cymbel 2 chor     | Kvintadena 2'  |        |
| Scharf 3 chor       | Oktava 2'     | Regal 8'          | Alikvot 3 chor |        |
| Skalmeja 8'         | Mixtur 4 chor | Crescendosvällare | Fagott 16'     |        |
| Tremulant           | Dulcian 16'   |                   | Trumpet 4'     |        |

Den nuvarande orgeln invigdes 2022 och är byggd av Gerhard Grenzing, Barcelona.
| Man I. Ryggpositiv | Man II. Huvudverk | Man III. Svällverk | Man IV. Soloverk        | Pedal         | Koppel    |
| ------------------ | ----------------- | ------------------ | ----------------------- | ------------- | --------- |
| Principal 8'       | Principal 16'     | Fugara 16'         | Trompeta batalla 8' B/D | Borduna 32'   | IV/III    |
| Kvintadena 8'      | Borduna 16'       | Principal 8'       | Trompeta magna 16' D    | Principal 16' | IV/II     |
| Gedackt 8'         | Principal 8'      | Borduna 8'         | Bajoncillo 4' B         | Subbas 16'    | III/II    |
| Oktava 4'          | Fl. harm. 8'      | Salicional 8'      | Regal 8'                | Principal 8'  | III/I     |
| Rörflöjt 4'        | Gamba 8'          | Voix celeste 8'    | Grand Cornet V (från g) | Borduna 8'    | I/II      |
| Kvinta 2 2/3'      | Rörflöjt 8'       | Oktava 4'          |                         | Oktava 4'     | III16'    |
| Oktava 2'          | Oktava 4'         | Fl. oct. 4'        |                         | Nachthorn 2'  | III4'     |
| Ters 1 3/5'        | Kvinta 2 2/3'     | Nasard 2 2/3'      |                         | Basun 16'     | III16'/II |
| Sifflet 1'         | Oktava 2'         | Octavin 2'         |                         | Trumpet 8'    | II16'     |
| Scharf III         | Ters 1 3/5'       | Larigot 1 1/3'     |                         |               | II4'      |
| Dulcian 16'        | Mixtur IV-V       | Mixtur III-IV      |                         |               | IV/P      |
| Trumpet 8'         | Trumpet 16'       | Fagott 16'         |                         |               | III/P     |
| Tremulant          | Trumpet 8'        | Tr. harm. 8'       |                         |               | II/P      |
|                    |                   | Oboe 8'            |                         |               | I/P       |
|                    |                   | Vox humana 8'      |                         |               | IV4'/P    |
|                    |                   | Tremulant          |                         |               |           |

Manualomfång: C-a3. Pedalomfång: C-f1. Näktergal. Cymbelstjärna. Klockspel.

#### Kororgel
Kororgeln är mekanisk och byggdes 1961 av Olof Hammarberg, Göteborg.

#### Lillkyrkan
Lillkyrkans mekaniska orgel byggdes 1983 av Johannes Menzel Orgelbyggeri AB, Härnösand.

## Exteriörbilder

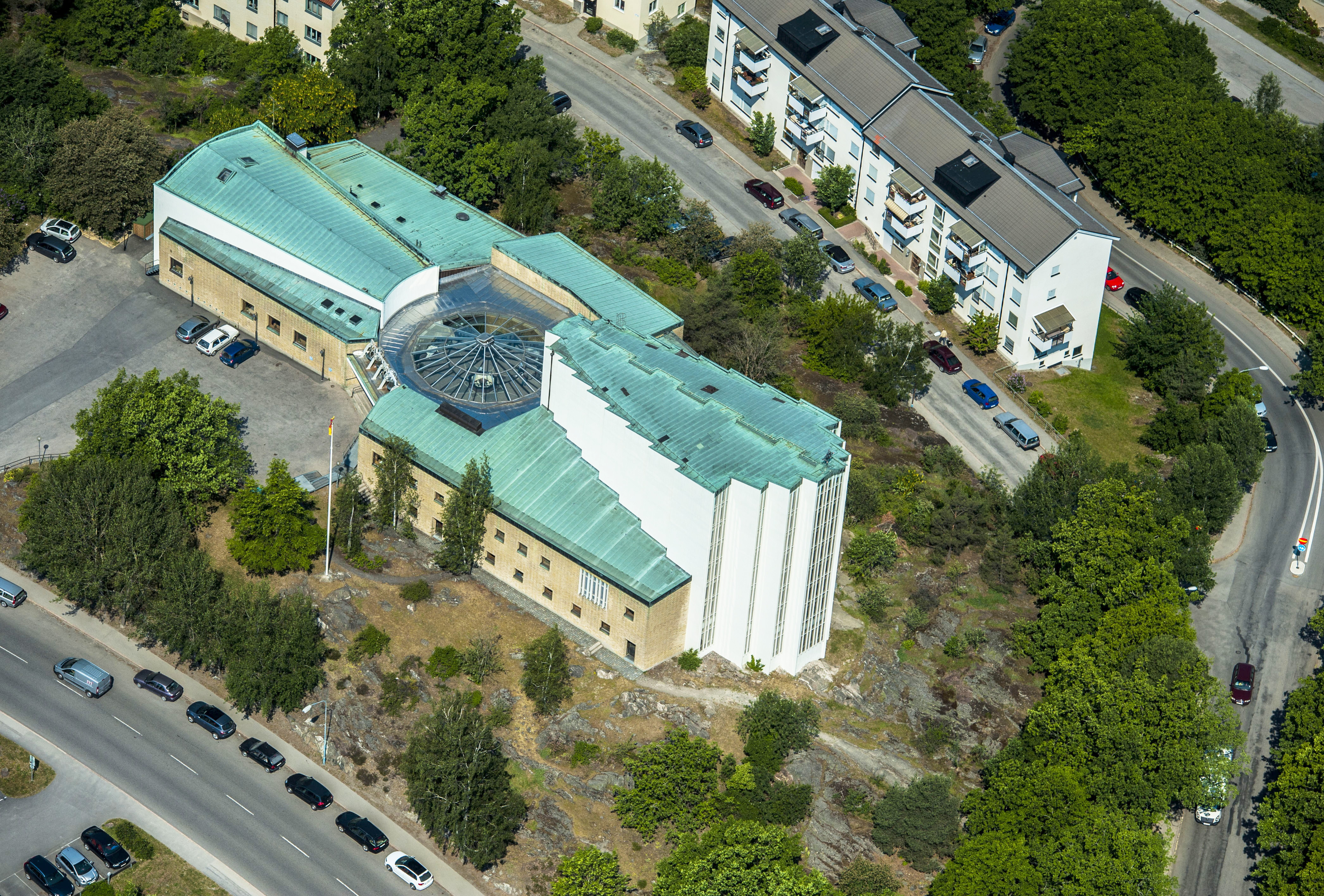
Uppenbarelsekyrkan från luften.
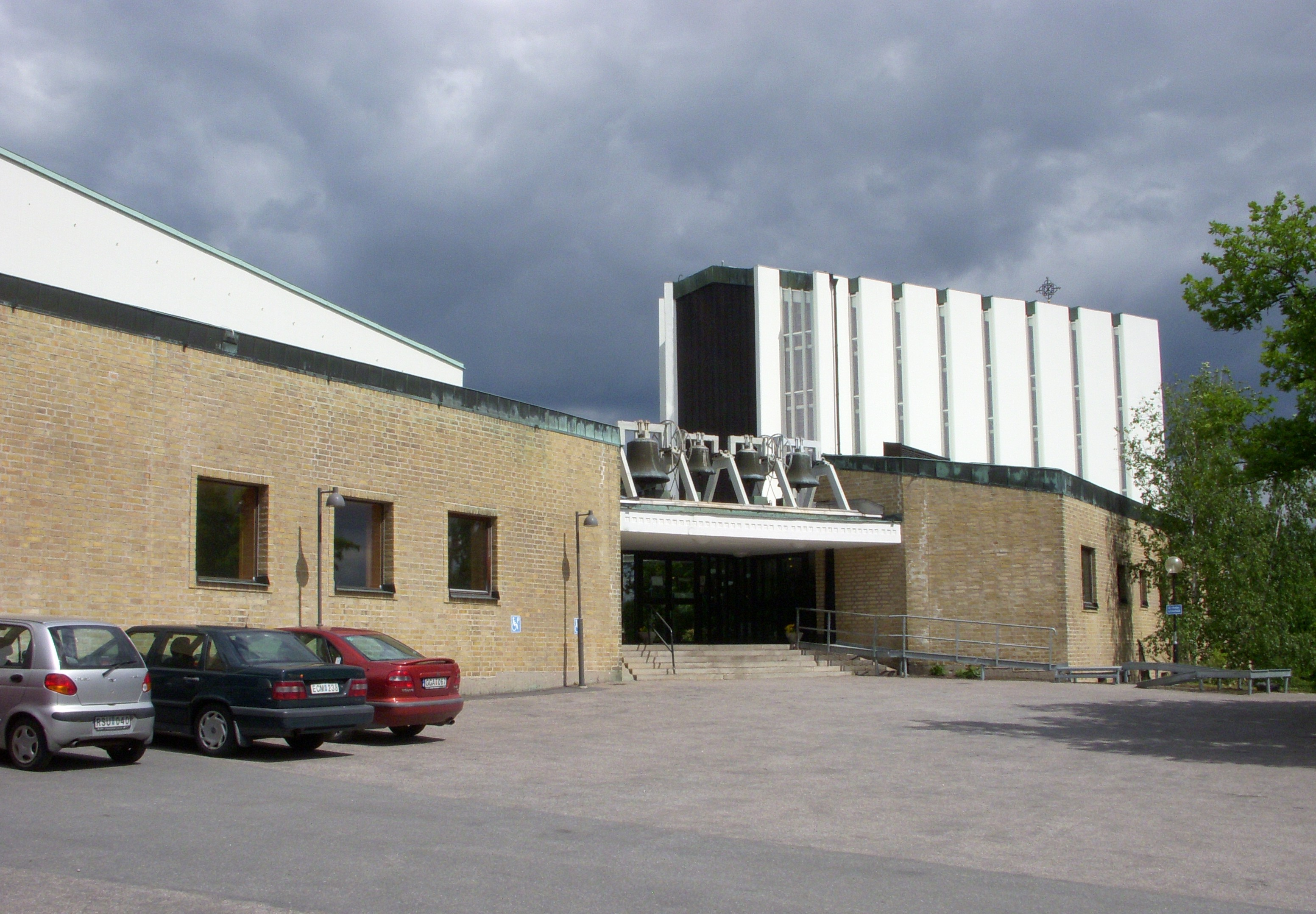
Lågdelen och högdelen i bakgrunden
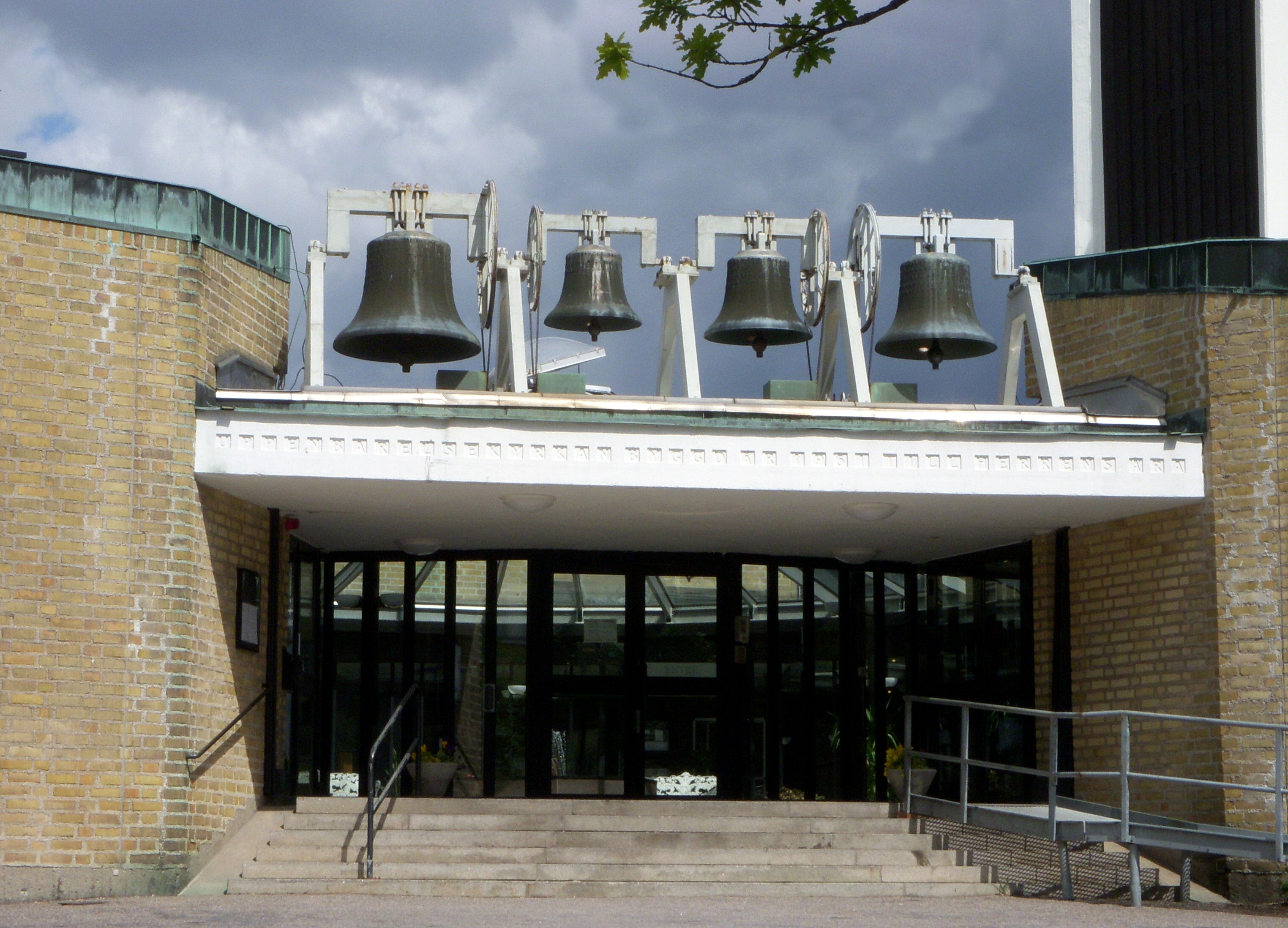
Entrén med sina fyra kyrkklockor
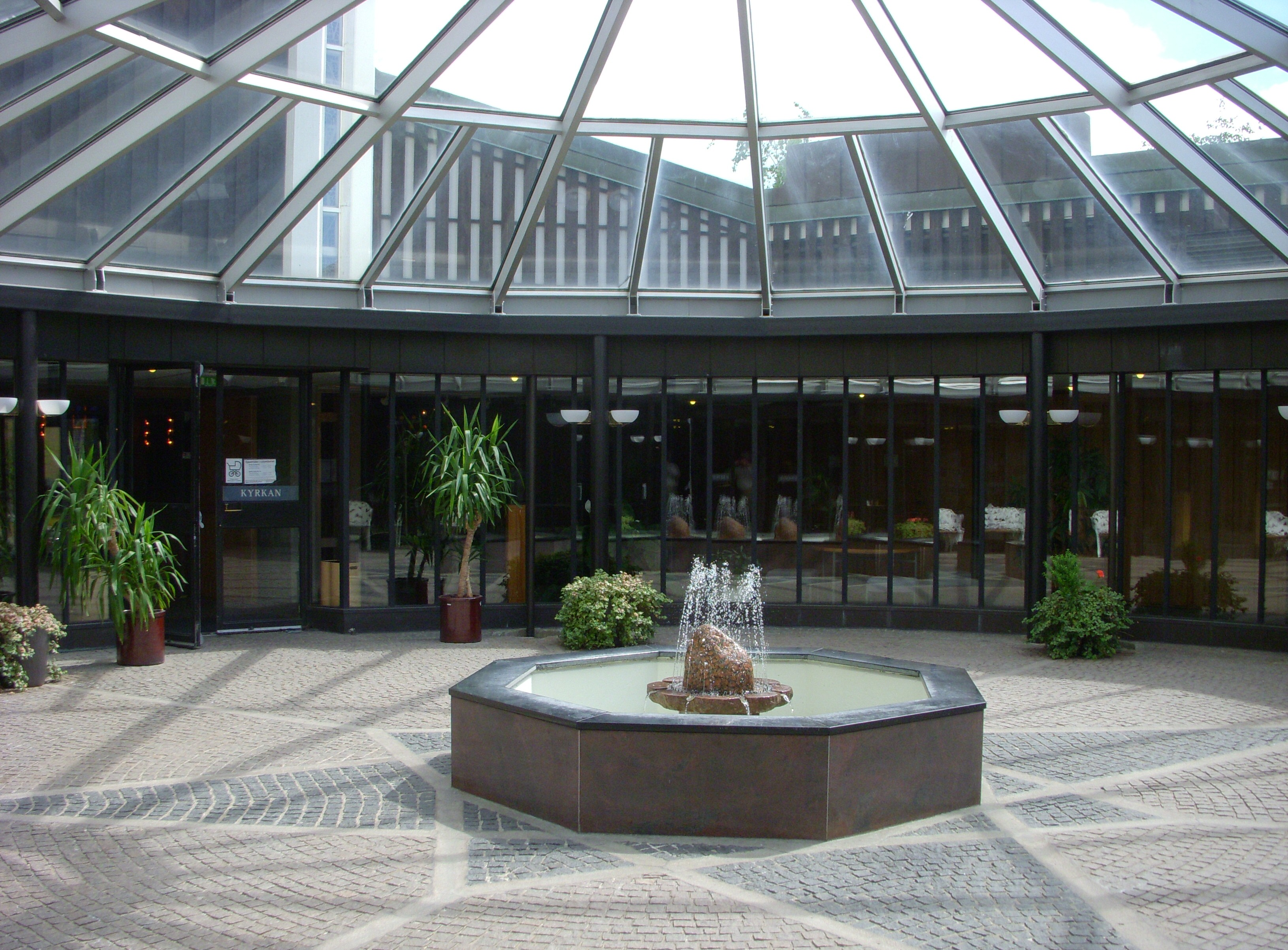
Kyrktorget är inglasat sedan 1984

## Interiörbilder

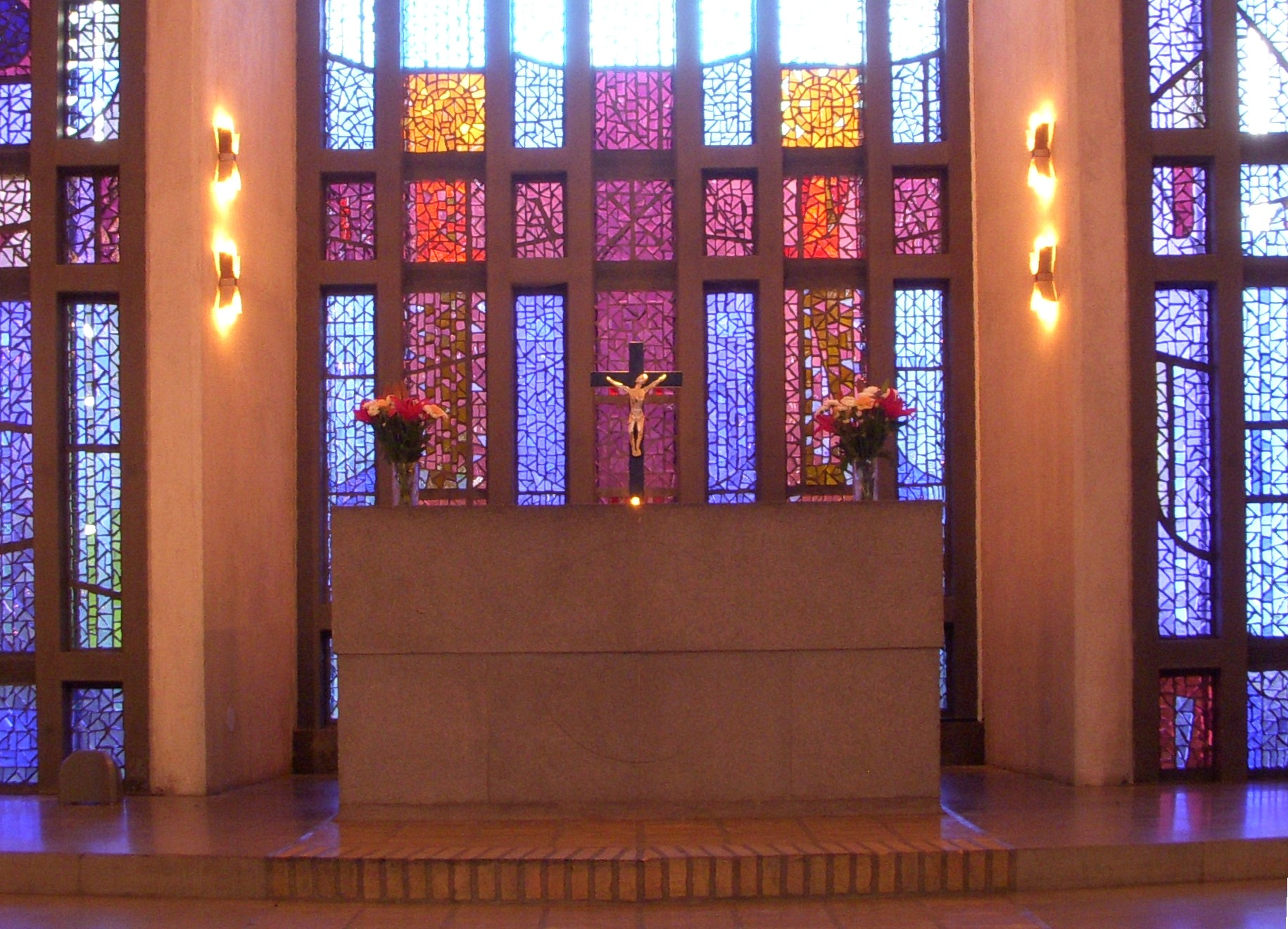
Altaret
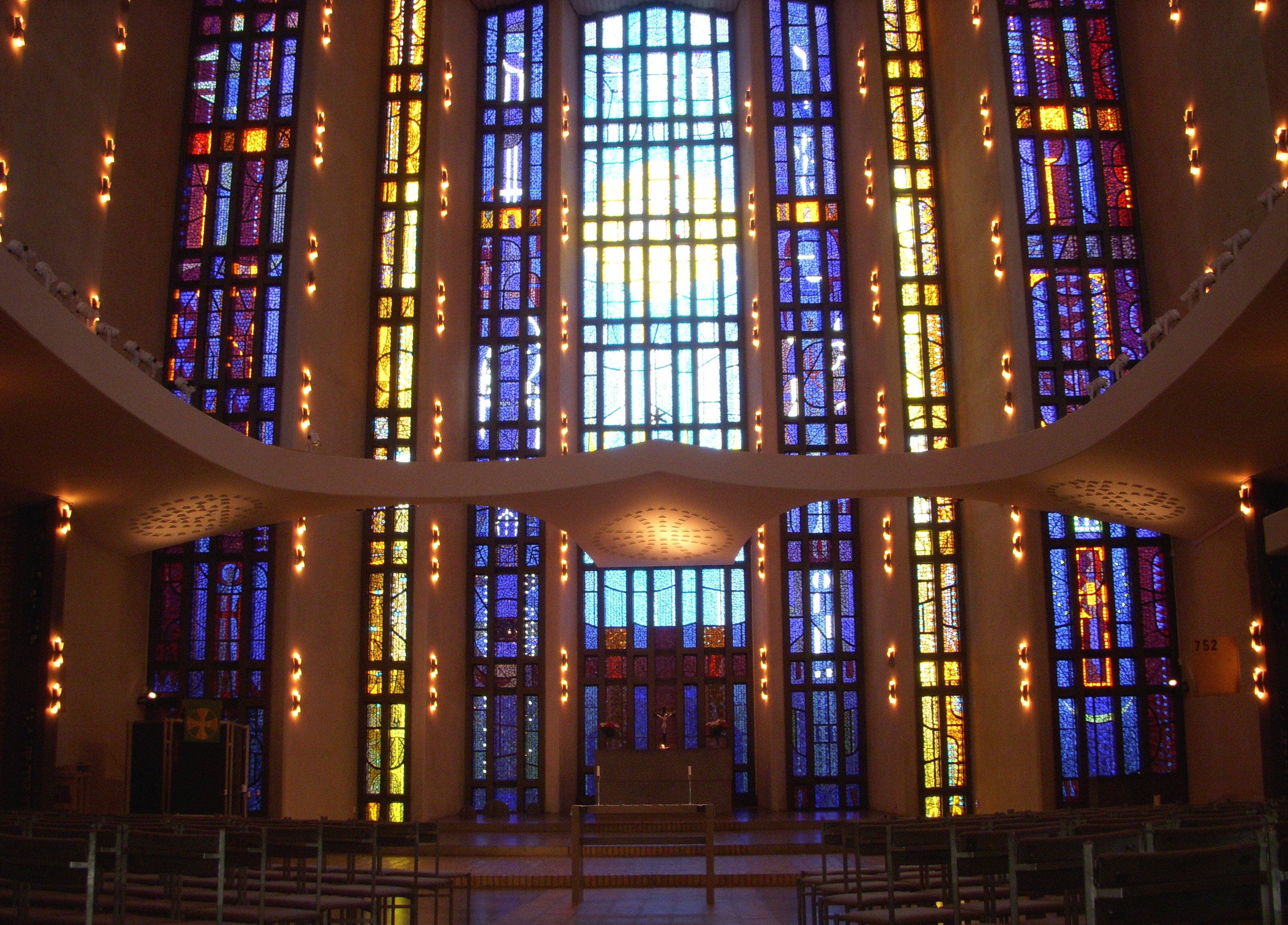
Östgaveln och "molnet" över altaret
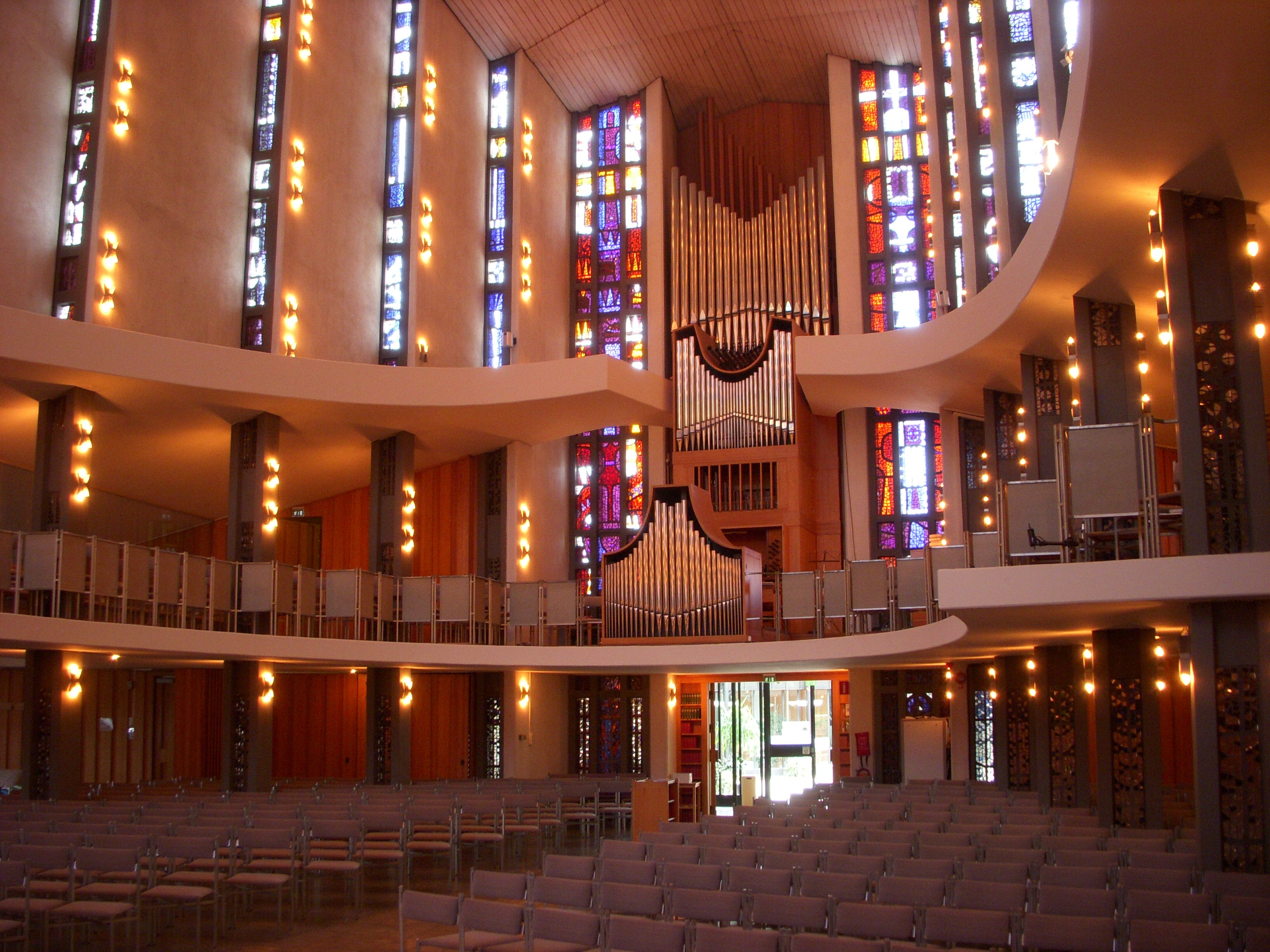
Läktare och orgeln
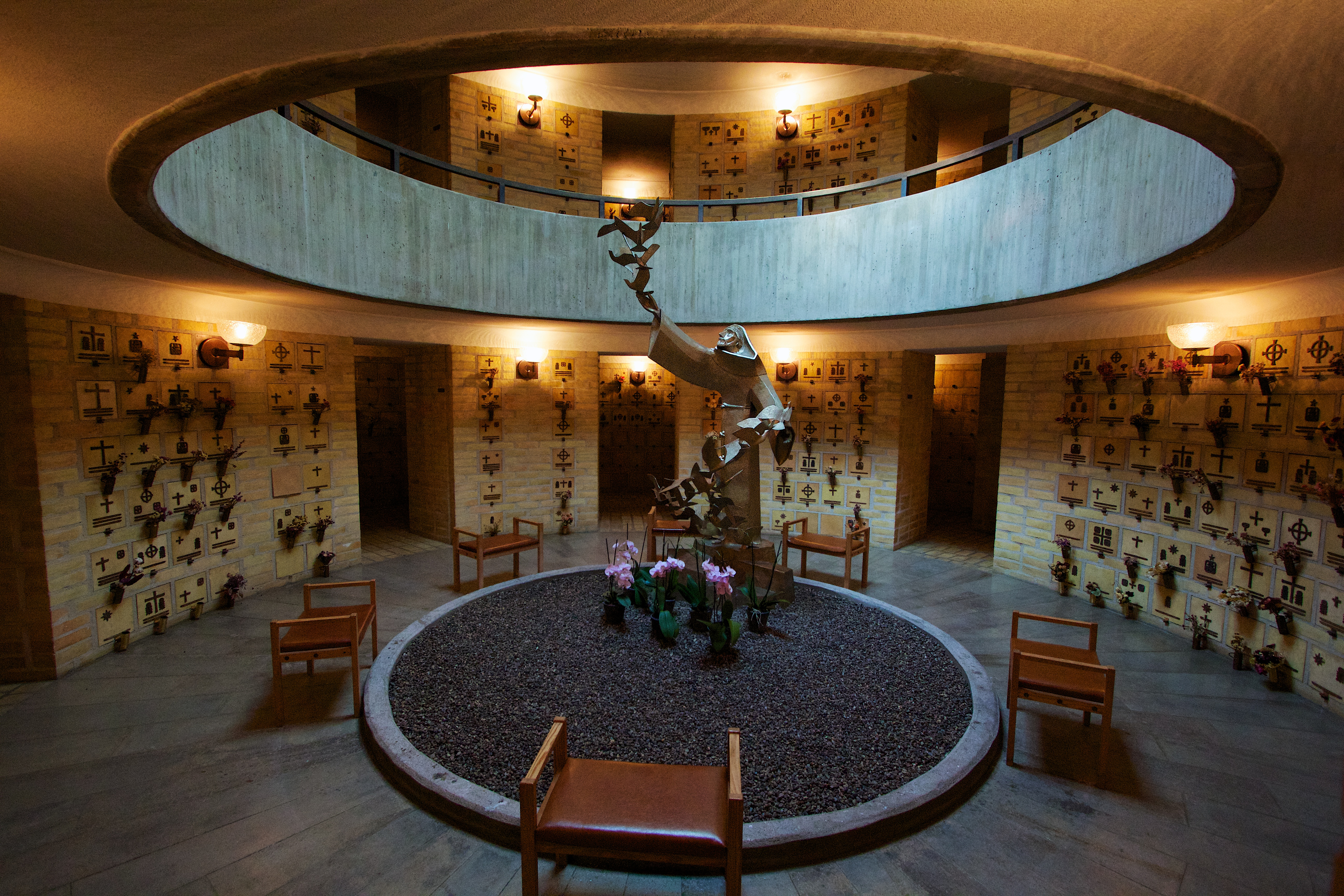
Kolumbariet